# Namacunde
Namacunde (auch Namakunde) ist eine Kleinstadt und ein Landkreis in Angola. Er grenzt im Süden an die Republik Namibia.

## Verwaltung
Namacunde ist Sitz eines gleichnamigen Kreises (Município) in der Provinz Cunene. Er umfasst eine Fläche von 10.701 km² und hat rund 166.000 Einwohner (Schätzung 2019). Die Volkszählung 2014 ergab 142.047 Einwohner.
Zwei Gemeinden (Comunas) bilden den Kreis Namacunde:
- Melunga-Chiede (auch Shiede)
- Namacunde

Der Grenzort Santa Clara gehört zur Gemeinde Namacunde.